# Corrado Mazzoni
Corrado Mazzoni (Bologna, 12 maggio 1892 – Veliki Hrib, 30 agosto 1917) è stato un militare italiano, decorato di Medaglia d'oro al valor militare alla memoria nel corso della prima guerra mondiale.

## Biografia
Nacque a Bologna il 12 maggio 1892, figlio di Carlo ed Emilia Melloni. Frequentò il Liceo Ginnasio "Galvani", per poi iscriversi alla facoltà di medicina veterinaria dell'università di Bologna.
Nel corso del 1914 è chiamato a prestare il servizio di leva nel Regio Esercito, venendo arruolato ed assegnato all'arma di fanteria in forza al 35º Reggimento fanteria. Frequentò il corso per allievi ufficiali, ottenendo i gradi da sottotenente di complemento nel mese di novembre, per poi essere assegnato al 67º Reggimento fanteria della Brigata "Palermo", di stanza a Como.
Il 24 maggio 1915, con l'entrata in guerra del Regno d'Italia, seguì il proprio reparto al fronte, dapprima nel settore dell'Alta Val Camonica, e poi in quello dell'Isonzo. Nell'agosto 1916 fu promosso tenente in servizio permanente effettivo per merito di guerra. Nella primavera del 1917, il 67º Reggimento fanteria si trovava ad operare nel settore del Monte Santo di Gorizia. Il 23 maggio, durante la decima battaglia dell'Isonzo, in ragione dell'ottimo servizio compiuto durante un pericoloso assalto contro il Monte Santo, ottiene un Encomio Solenne. Il 17 agosto, allo scattare dell'offensiva che darà luogo alla undicesima battaglia dell'Isonzo, il 67º Reggimento fanteria viene inviato nella zona della Sella di Dol, con l'obbiettivo di attaccare il caposaldo del Veliki Hrib.
Il 29 agosto, al comando della 2ª Compagnia del I Battaglione, si lanciò all'assalto della collina nota come Quota 526, riuscendo a conquistare un tratto di trincea. Ferito ad ed accerchiato dai rinforzi nemici, riuscì però a sfuggire alla cattura. Il giorno seguente, il 30 agosto, dopo aver rifiutato di abbandonare il proprio posto per ricevere le cure adeguate in seguito ad una nuova ferita ad una gamba, si lanciò nuovamente all'assalto del Veliki Hrib. Giunto nella trincea nemica dopo un fitto lancio di bombe a mano, viene però colpito da due pallottole di fucile all'addome. Trasportato al posto di soccorso, si spense poco tempo dopo.
Sepolto inizialmente nel cimitero di guerra di Vallensa, nel 1922 le sue spoglie sono trasferite  presso il Cimitero Monumentale della Certosa di Bologna. Alla sua memoria, con Decreto Luogotenenziale del 13 giugno 1918, gli viene conferita la Medaglia d'Oro al Valor Militare, e il 9 gennaio di quello stesso anno l'università di Bologna gli aveva conferito ad honorem la laurea in medicina veterinaria.

### Riconoscimenti
Bologna, sua città natale, ha dedicato al tenente Corrado Mazzoni:
- la caserma dei Carabinieri "Corrado Mazzoni".
- una via, attuale Via Corrado Mazzoni.
- la scuola materna "Corrado Mazzoni".

A Como, presso la caserma "De Cristoforis", ove aveva sede il 67º Reggimento fanteria, vi è una lapide commemorativa a lui dedicata.

### Annotazioni
1. ↑  Sulla lapide della tomba di famiglia, nel campo del Chiostro VIII della Certosa di Bologna, vi è la seguente iscrizione: Medaglia d'oro Corrado Mazzoni. Sangue di fuoco e anima di canto, cadde a sommo del monte e della giovinezza, con l'azzurro nel petto e l'ombra nel pugno. La sua vita fu un inno e la morte un rogo, il suo nome è un mito e la memoria un monumento. Qui, reduci dalla terra sacra alla città materna, la muta ombra e le fredde ceneri danno gridi di vittoria ed impeti di vita, aliti di poesia e baleni di eternità. Città di Bologna, 12 mag 892 - Monte S. Gabriele, 30 ag. 917.

### Fonti
1. ↑  Carolei, Greganti, Modica 1968, p. 134.
2. 1 2 3 4 5 6 7 8 9  Combattenti Liberazione.
3. 1 2 3 4  Storia e Memoria di Bologna.
4. 1 2 3 4  Coltrinari, Ramaccia 2018, p. 135.
5. ↑  Pietre della Memoria.
6. ↑  Sito web del Quirinale: dettaglio decorato.
7. ↑  Bollettino Ufficiale 15 maggio 1918, dispensa 32ª, pag. 2568.